# Мечты сбываются (фильм, 1959)
«Мечты сбываются» — советский фильм 1959 года режиссёра Михаила Винярского.

## Сюжет
Полным ходом идет строительство Кременчугской ГЭС, но этой весной Днепр разливается раньше обычного. Опытные гидростроители чувствуют опасность. Паводок который случается раз в тысячу лет грозит затопить город. Чтобы спасти людей, главный инженер Ильченко решает взорвать только что построенную плотину… Начальник строительного участка Берест против этого, предлагая перебросить всю технику и принять паводок на плотину.
Ильченко взрывает плотину, город спасён, но срок строительства сдвигается на год. Правильно ли такое решение? Тревожной ночью об этом думают все строители, об этом думает и сам Ильченко… Руководство оценило смелый поступок Ильченко. Он премирован, ему вынесена благодарность.
Нелегко приходится Ильченко, ставшему начальником стройки, — необходимо не только восстановить плотину, но и в срок перекрыть Днепр, закончить сооружение ГЭС. Строители решают массу проблем, но успевают в срок, отстаёт только участок самовлюблённого Береста, который взрывом перекрывает приток Днепра, смелым инженерным решением спасая стройку.

## В ролях
- Андрей Попов — Петр Тарасович Ильченко, главный инженер, а затем и руководитель стройки
- Борис Чирков — Павел Андреевич Лещук, опытный строитель
- Татьяна Пилецкая — Анна, жена Ильченко / Лидия, дочь Ильченко
- Лев Золотухин — Иван Матвеевич Берест, инженер
- Роза Балашова — Ольга Павловна, дочь Лещука
- Павел Кашлаков — Саша
- Иван Кузнецов — Ибрагим Ибрагимович Аламбеков, старший механик
- Владимир Данченко — Илья Коршунов
- Владимир Балашов — Михаил Савельевич Лощинский
- И. Мыльный — Иван Петрович, мастер
- Дмитрий Иванов — профессор
- Валентина Франчук — жена Лещука
- Владимир Савельев — Юрий Мартыныч, молодой рабочий
- Александр Лебедев — Веретюк, молодой рабочий
- Юрий Сарычев — Валька, молодой рабочий
- Александр Потапов — молодой рабочий